# الهه زیگورات
الهه زیگورات فیلمی به کارگردانی و تهیه‌کنندگی رحمان رضایی و نویسندگی محمدهادی کریمی محصول سال ۱۳۸۲ ایران است.

## خلاصه فیلم
دکتر بهرام نورآیین در پی از دست دادن همسر و فرزندش در حادثهٔ یازدهم سپتامبر در نیویورک گاهی به ایران بازمی‌گردد. او که از شهر گریزان است به درمانگاهی که کنار چغازنبیل واقع شده می‌رود. او در آنجا دختری نوجوان به نام اقلیما را به عنوان پرستار استخدام می‌کند و به تدریج رابطه‌ای صمیمانه میان آن‌ها شکل می‌گیرد و…

## جشنواره‌ها
الهه زیگورات در بیست و دومین دوره جشنواره فیلم فجر (۱۳۸۲) و هشتمین دوره جشن خانه سینما (۱۳۸۳) شرکت کرده‌است.